# Morne Seychellois
Morne Seychellois (905 m n. m.) je hora na ostrově Mahé v souostroví Seychely v severozápadní části Indického oceánu. Jedná se o nejvyšší horu Seychel. Nachází se na území Národního parku Morne Seychellois.